# Amtsgericht Donaueschingen

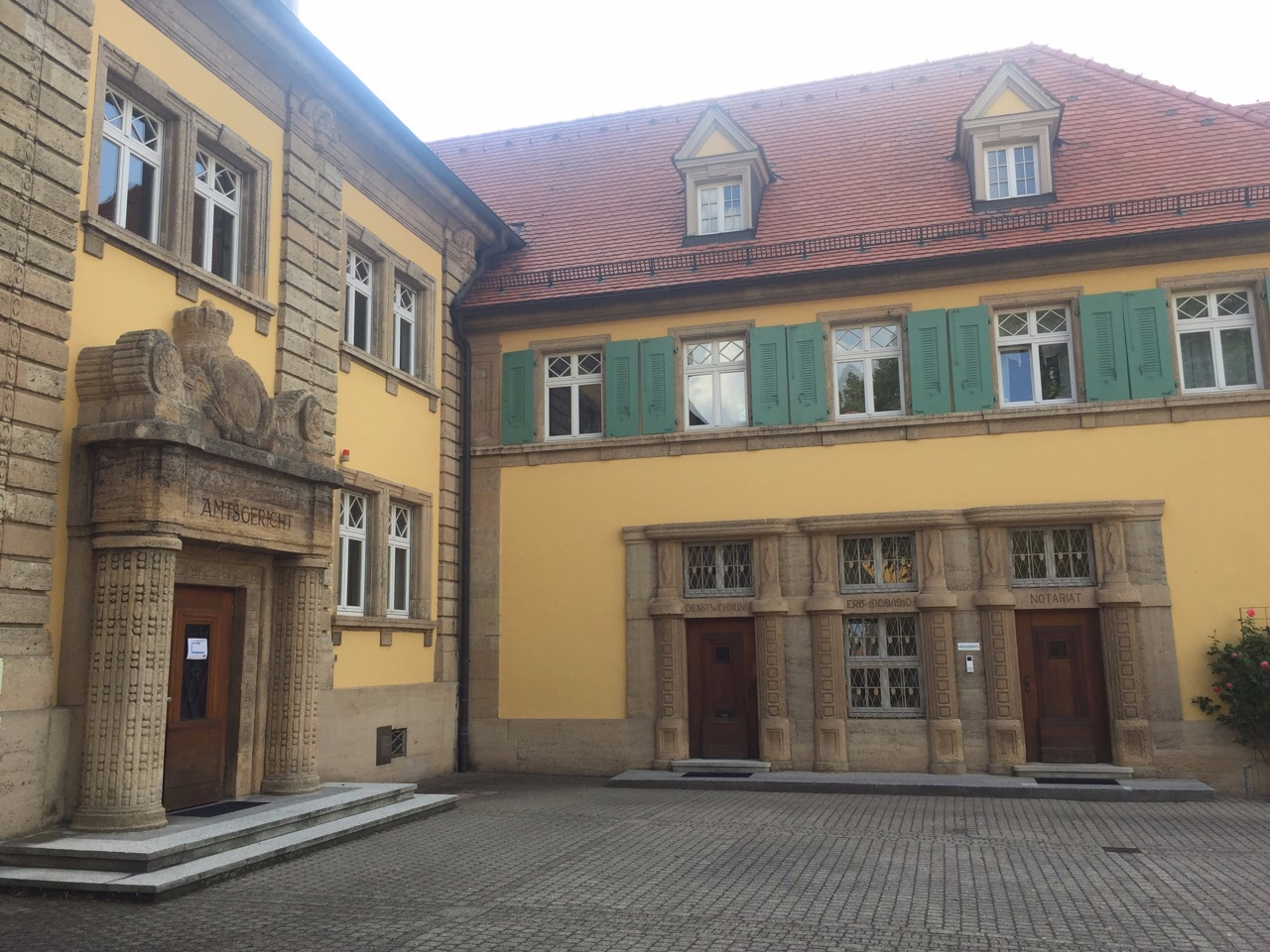
Gerichtsgebäude

Das Amtsgericht Donaueschingen ist ein Gericht der ordentlichen Gerichtsbarkeit und eines von insgesamt sieben Amtsgerichten im Bezirk des Landgerichts Konstanz.

## Gerichtsbezirk und -sitz
Gerichtssitz ist Donaueschingen.
Zum Amtsgerichtsbezirk Donaueschingen gehören die Gemeinden Blumberg, Bräunlingen, Donaueschingen, Hüfingen, Furtwangen,	Gütenbach und Vöhrenbach.

## Gebäude
Das Gebäude befindet sich unter der Adresse Mühlenstraße 5, 78166 Donaueschingen.

## Übergeordnete Gerichte
Dem Gericht ist das Landgericht Konstanz als nächsthöhere Instanz übergeordnet.

## Abteilungen
Das Amtsgericht Donaueschingen umfasst folgende Abteilungen: 
- Familiensachen
- Straf- und Bußgeldsachen
- Betreuungssachen
- Zivilsachen
- Zwangsvollstreckung
- Nachlasssachen

## Geschichte
Bereits seit über 400 Jahren wird in Donaueschingen Gerichtsbarkeit ausgeübt. Schon 1588 tagte in Donaueschingen das gräflich-fürstenbergische Hofgericht jährlich einmal in einer mehrtägigen Sitzung. Seit 1620 wurden durch das Landgericht der Baar jährlich mindestens dreimal Gerichtstermine abgehalten. Von 1806 bis 1857 war die amtsrichterliche Justiz mit der Verwaltung des Großherzogtums Baden verbunden. Das Amtsgericht befand sich im Rathaus, das im großen Stadtbrand von 1908 zerstört wurde. Im gleichen Jahr erwarb das Großherzogtum Baden das Grundstück, auf dem das jetzige Amtsgericht steht. Erbaut wurde das Gebäude, in dem sich das Amtsgericht jetzt befindet, in den Jahren 1908 bis 1909.

## Belege
1. ↑  Über Stadt und Gericht. Amtsgericht Donaueschingen, abgerufen am 27. Januar 2025.

Koordinaten: 47° 57′ 13,7″ N, 8° 29′ 40,7″ O